# ウォーキング・コントラディクション
「ウォーキング・コントラディクション」（Walking Contradiction）は、アメリカのロックバンド、グリーン・デイの楽曲。バンドのサードアルバム『インソムニアック』に収録。アルバムからシングルカットされ、アメリカビルボードのホット・メインストリーム・ロック・トラックスチャートでは25位を記録した。
作詞はビリー・ジョー・アームストロング、作曲はグリーン・デイ。

## 概要
ビリーの歪んだエレキギターやトレ・クールのドラム、マイク・ダーントのベースによるバンドサウンドのアレンジになっており、バンドのコンピレーション・アルバム『インターナショナル・スーパーヒッツ!』にも収録されている。
また、ミュージック・ビデオも製作され『インターナショナル・スーパーヒッツ・ビデオ!』に収録されている。